# Agrotis grisea
Agrotis grisea là một loài bướm đêm trong họ Noctuidae.